# Hemimysis serrata
Hemimysis serrata is een aasgarnalensoort uit de familie van de Mysidae. De wetenschappelijke naam van de soort is voor het eerst geldig gepubliceerd in 1938 door Bacescu.